# Mentone (Californie)
Mentone est une census-designated place du comté de San Bernardino, dans l'État de Californie, aux États-Unis,. En 2020, elle compte une population de 9 557 habitants.